# Елизаветовское сельское поселение (Ростовская область)
Елизаветовское сельское поселение — муниципальное образование в Азовском районе Ростовской области.
Административный центр поселения — село Елизаветовка.

## Административное устройство
В состав Елизаветовского сельского поселения входят:
- село Елизаветовка,
- посёлок Южный.

## Население
| 2010  | 2012  | 2013  | 2014  | 2015  | 2016  | 2017  |
| ----- | ----- | ----- | ----- | ----- | ----- | ----- |
| 2291  | ↘2277 | ↘2213 | ↘2168 | ↗2200 | ↘2145 | ↘2133 |
| 2018  | 2019  | 2020  | 2021  |       |       |       |
| ↘2096 | ↘2049 | ↘2031 | ↘2007 |       |       |       |